# أليس إس. هوانغ
أليس إس. هوانغ (بالإنجليزية: Alice S. Huang)‏ هي أحيائية أمريكية، ولدت في 22 مارس 1939 في نانتشانغ في الصين.

## وصلات خارجية
- أليس إس. هوانغ على موقع الموسوعة البريطانية (الإنجليزية)